# Stojan Protić
Stojan Protić (en serbe cyrillique : Стојан Протић), né à Kruševac le 28 janvier 1857 et mort à Belgrade le 28 octobre 1923, est un homme politique et écrivain serbe. Il servit comme Premier ministre du royaume des Serbes, Croates et Slovènes de 1918 à 1919 puis à nouveau en 1920. Ses œuvres ont été traduites en anglais, allemand, russe et français sous le pseudonyme « Balkanicus ».

## Œuvres (sélection)
- O Makedoniji i Makedoncima, Št. Koste Taušanovića, Beograd, 1888.
- Tajna konvencija između Srbije i Austrougarske, Št. D. Obradović, Beograd 1909.
- Odlomci iz ustavne I narodne borbe u Srbiji, vol. I-II,  Št. D. Obradović, Beograd, 1911-1912.
- Albanski problem i Srbija i Austrougarska, G. Kon, Beograd,  1913
- Srbi i Bugari u Balkanskom ratu, napisao Balkanicus, Geca Kon, Beograd 1913
- Das albanische Problem und die Beziehungen zwischen Serbien und Österreich-Ungarn,  von Balkanicus (ins Deutsche übertragen von L. Markowitsch), O. Wigand, Leipzig, 1913.
- Le problème albanais, la Serbie et l'Autriche-Hongrie, par Balkanicus, Augustin Challamel, Paris, 1913.
- La Bulgarie : ses ambitions, sa trahison : accompagné des textes de tous les traité secrets et correspondances diplomatiques, par Balcanicus, Armand Colin, Paris, 1915.
- Balkanicus, The Aspirations of Bulgaria, Simkin, Marshall, Hamilton, Kent & Co. LTD, London 1915.

## Pour aller plus loin
- Michael Boro Petrovich, The History of Modern Serbia 1804-1918, 2 vols. I-II, Harcourt Brace Jovanovich, New York 1976.
- Dušan T. Bataković (dir), Histoire du peuple serbe, Lausanne, L'Âge d'Homme 2005.